# Peter Gstettner

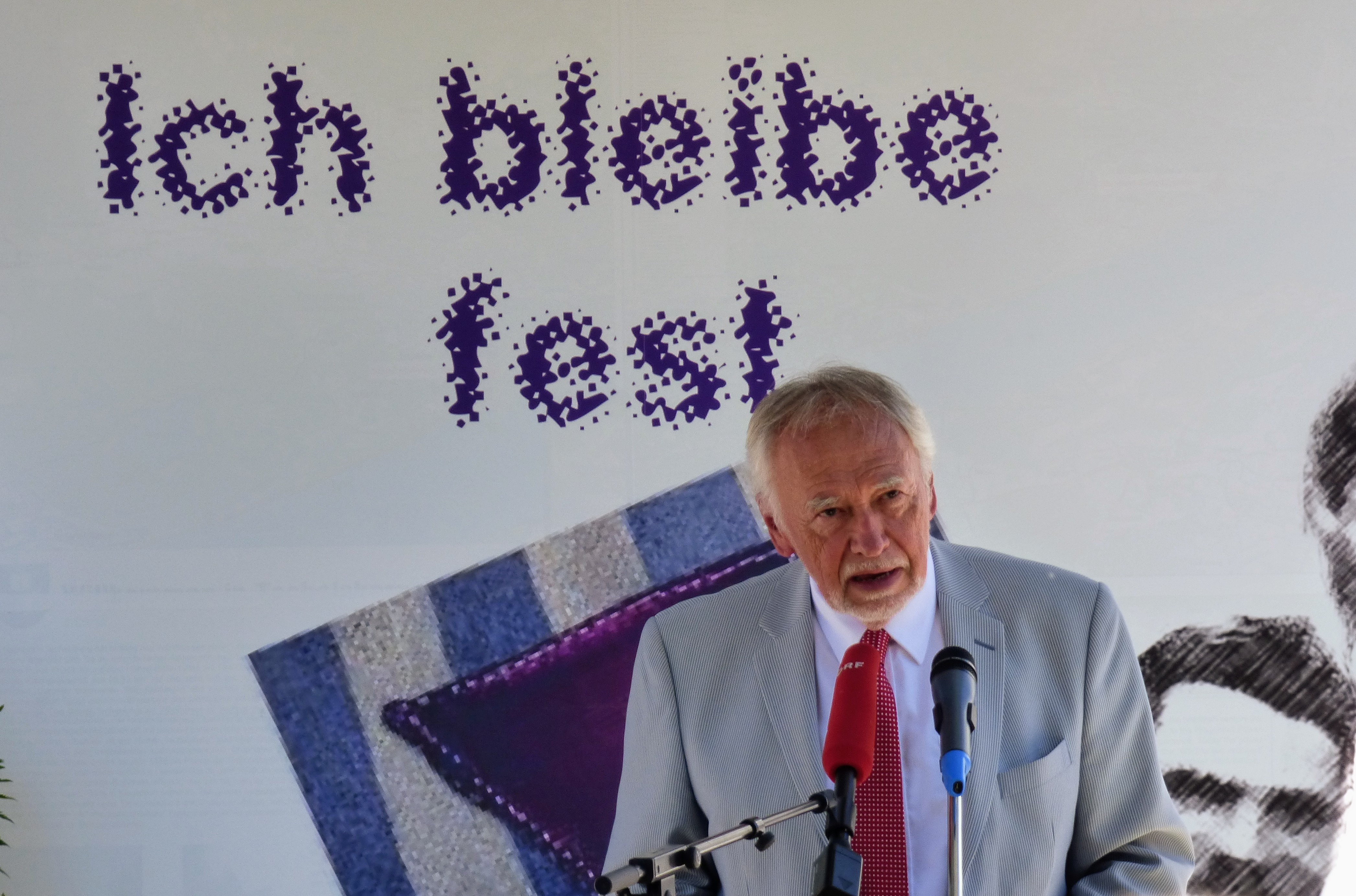
Peter Gstettner bei einem Gedenken an NS-Opfer 2017

Peter Gstettner (* 1945) ist ein österreichischer Pädagoge.

## Leben
Peter Gstettner studierte Psychologie und Erziehungswissenschaft in Innsbruck und habilitierte in Marburg. Er war von 1981 bis 2004 Professor für Erziehungswissenschaft an der Universität Klagenfurt.
Gstettner gründete 1994 das Mauthausen Komitee Kärnten/Koroška und den Verein Memorial Kärnten Koroška.

## Auszeichnungen
- 1991 	Vinzenz Rizzi Preis des Slowenischen Zentralverbandes in Kärnten für zukunftsweisende Initiativen auf dem Gebiet der interkulturellen Verständigung
- 1996 	Ehrengabe der Österreichischen Lagergemeinschaft Mauthausen „für besondere und außergewöhnliche Verdienste im Kampf gegen nationalsozialistische Ideologie und Verbrechen sowie für das Bewahren der Erinnerung an die Leiden der Opfer“
- 2002 	Ehrenprofessur (”profesor nderi”) der Universität Shkoder (Albanien) für die interkulturelle Verständigung im Rahmen des Partnerschaftsabkommens zwischen den Universitäten Klagenfurt und Shkoder
- 2006 	Einspieler-Preis des Slowenischen Kulturverbandes und des Rates der Kärntner Slowenen für Verdienste um die „wesentliche und sichtbare Arbeit gegen das Vergessen“
- 2013	Großes Ehrenzeichen der Republik Österreich, überreicht durch den Bundesminister für Landesverteidigung Gerald Klug am 5. August 2013 in der Khevenhüller-Kaserne in Klagenfurt, für die Aufarbeitung von NS-Verbrechen und das Engagement für die Erinnerung an die Opfer
- 2013 Kavalierkreuz des Verdienstordens der Republik Polen, überreicht durch Botschafter Artur Lorkowski im Spiegelsaal der Kärntner Landesregierung, „für herausragende Verdienste um die historische Wahrheit über das Außenlager des KZ Mauthausen am Loiblpass“
- 2014	Großes Goldenes Ehrenzeichen des Landes Kärnten, überreicht durch den Kärntner Landeshauptmann Peter Kaiser, für besondere Verdienste im Bereich der Erinnerungskultur

## Publikationen
- Team Teaching. Eine neue Form des Lehrens und Lernens. Retzhofschriften, Volksbildungsheim Retzhof, Leibnitz 1970.
- Die Schule als ein sich selbst regulierendes System. Team Teaching – eine Möglichkeit geplanter Veränderung unseres Schulsystems. Retzhofschriften, Volksbildungsheim Retzhof, Leibnitz 1971.
- mit Peter Seidl: Sozialwissenschaft und Bildungsreform. Kiepenheuer und Witsch, Köln 1975, ISBN 3-462-01102-2.
- Gesamtschule. Jugend und Volk, Wien 1976, ISBN 3-7141-5702-6.
- Bearbeiter: Funktionen der Entwicklungspsychologie im Bereich der Erziehung. Dimensionen der Pädagogik 6, Bagel, Düsseldorf 1977, ISBN 3-513-03306-0.
- Hrsg.: Erfahrungen mit Elternarbeit. Konzepte, Praxishilfen und Perspektiven für Kindergarten und Grundschule. Pädagogik der Gegenwart 809, Jugend und Volk, Wien 1979, ISBN 3-7141-5154-0.
- Die Eroberung des Kindes durch die Wissenschaft. Aus der Geschichte der Disziplinierung. rororo-Sachbuch 7425, Rowohlt, Reinbek bei Hamburg 1981, ISBN 3-499-17425-1.
- Vorwort in: Susanne Dermutz: Der österreichische Weg. Schulreform und Bildungspolitik in der Zweiten Republik. Verlag für Gesellschaftskritik, Wien 1983, ISBN 3-900351-18-X.
- mit Dietmar Larcher: Zwei Kulturen, zwei Sprachen, eine Schule. Interkulturelles Lernen und Volksgruppenverständigung in Kärnten. Zur wissenschaftlichen Grundlegung umfassender Reformen im Minderheitenschulwesen. 2. Auflage, Slowenisches Wissenschaftliches Institut, Drava Verlag, Klagenfurt 1985, ISBN 3-85435-060-0.
- Zwanghaft deutsch? Über falschen Abwehrkampf und verkehrten Heimatdienst. Ein friedenspädagogisches Handbuch für interkulturelle Praxis im "Grenzland". Slowenisches Wissenschaftliches Institut, Drava Verlag, Klagenfurt 1988, ISBN 3-85435-104-6.
- mit Gero Fischer als Hrsg.: "Am Kärntner Wesen könnte diese Republik genesen" An den rechten Rand Europas: Jörg Haiders "Erneuerungspolitik". Drava Verlag, Klagenfurt 1990, ISBN 3-85435-119-4.
- mit Vladimir Wakounig als Hrsg.: Mut zur Vielfalt. Strategien gegen das Verschwinden ethnischer Minderheiten. Slowenische Jahrbücher 1989/1991, Drawa Verlag, Klagenfurt 1991, ISBN 3-85435-120-8.
- Die multikulturelle Gesellschaft – ein neues Feindbild? Pädagogische Herausforderungen durch Rechtsextremismus, Deutschnationalismus und Ausländerfeindlichkeit. Klagenfurter Universitätsreden Heft 24, Carinthia Verlag, Klagenfurt 1993, ISBN 3-85378-404-6.
- Vorwort in: Josef Zausnig: Der Loibl-Tunnel. Das vergessene KZ an der Südgrenze Österreichs. Eine Spurensicherung. Hrsg.: Slowenisches Institut zur Alpen-Adria-Forschung, Drava Verlag, Klagenfurt 1995, ISBN 3-85435-241-7.
- mit Georg Auernheimer als Redaktion: Pädagogik in multikulturellen Gesellschaften. Aufsatzsammlung, Jahrbuch der Pädagogik 1996, Lang, Frankfurt am Main 1996, ISBN 3-631-30629-6.
- 1938, 1998. Heute erinnern, was gestern geschah. Didaktische Handreichungen für den Unterricht. Buch zur Ausstellung: Vom Anschluß bis zur Gründung des KZ Mauthausen. Hrsg. vom Bundesministerium für Inneres und vom Dokumentationsarchiv des Österreichischen Widerstandes, Wien 1998.
- mit Veronika Hofer: Biographien und Nationalsozialismus. Studien-Verlag, Innsbruck 2001, ISBN 3-7065-1569-5.
- mit Sonja Haderer-Stippel als Hrsg.: Karl Stojka: Wo sind sie geblieben...? Geschunden gequält, getötet. Gesichter und Geschichten von Roma, Sinti und Juden aus den Konzentrationslagern des Dritten Reiches. Ed. lex liszt 12, Oberwart 2003, ISBN 3-901757-29-5.
- Vorwort in: František Janouch: Selbst der Teufel würde erröten. Briefe meines Vaters aus der Hölle von Auschwitz und aus dem KZ am Loiblpass. Mauthausen Komitee Österreich, Wien 2006, ISBN 978-3-902605-05-4.
- Einführung in: Nadja Danglmaier, Helge Stromberger: Tat-Orte. Schau-Plätze. Erinnerungsarbeit an den Stätten nationalsozialistischer Gewalt in Klagenfurt. Fotografien von Lea Lugarič, Drava Verlag, Klagenfurt 2009, ISBN 978-3-85435-568-7.
- mit Christian Rabl als Hrsg. und Kommentator: Rajmund Pajer: Ich war „I 69186“ in Mauthausen. Wie ich als Jugendlicher ins KZ-Netzwerk geriet und daraus befreit wurde. Zeichnungen von Vito M., Kitab-Verlag, Klagenfurt 2010, ISBN 978-3-902585-63-9.

## Filme
- mit Ferdinand Macek (Regisseur und Kameramann): Außenstelle Mauthausen – Tatort Loibltunnel. Dokumentarfilm für ORF III, 2017